# 稲賀敬二
稲賀 敬二（いなが けいじ、1928年（昭和3年）3月20日 - 2001年（平成13年）4月11日）は、日本の国文学者。平安文学専攻。広島大学名誉教授。美術史家稲賀繁美の父。

## 経歴
旅順市明治村に生まれる。本籍地は鳥取県境港市。1947年（昭和22年）広島高等学校文科甲類卒業。1950年（昭和25年）、東京大学文学部文学科卒業。1954年（昭和29年）、東京大学大学院特別研究生退学。東京大学在学中は池田亀鑑のもとで『源氏物語大成』（全9巻）『源氏物語事典』（全2巻）などの編集に従事した。
1956年（昭和31年）、立教大学一般教育部講師、広島大学文学部講師。1961年（昭和36年）、広島大学文学部助教授。1968年（昭和43年）『源氏物語の研究 成立と伝流』により東京大学国語国文学会賞を受賞。1970年（昭和45年）、広島大学文学部教授。広島大学では、広島大学大学教育研究センター長、広島大学消費生活協同組合常務理事、広島大学評議員、広島大学文学部長、大学院文学研究科長などを歴任した。
1990年（平成2年）、放送大学客員教授、広島ビデオ学習センター準備室長、広島大学名誉教授、放送大学広島ビデオ学習センター長。1993年（平成5年）、安田女子大学文学部教授。安田女子大学では、学長補佐や大学院文学研究科日本語学文学専攻長などを務めた。2001年（平成13年）、安田女子大学退職。同年4月11日、広島市西区の自宅で死去。享年73。墓所は境港市上道神社。
没後、単行本未収録の論文を集めた『稲賀敬二コレクション』全6巻が笠間書院から刊行された。

## 著書
- 『源氏物語の研究 成立と伝流』笠間書院、1967
- 『紫式部 源氏の作者』新典社、1982
- 『文学誕生 日本的教養の研究 奈良・平安篇』PHP研究所、1983
- 『源氏物語の研究 物語流通機構論』笠間書院、1993
- 『日本文学における作家と作品』放送大学教育振興会、1993
- 『中務 三十六歌仙の女性』新典社、1999
- 『源氏物語註釈史と享受史の世界』新典社、2002
- 『明日何方ぞ迷い猫 稲賀敬二遺文集』稲賀久美子、2003
- 『けさや昔の夢のおもかげ 稲賀敬二回想集』稲賀久美子、2003
- 『物語流通機構論の構想』笠間書院、2007（稲賀敬二コレクション 1）

## 共編著
- 『大学への国文解釈』研文社出版、1956
- 『中世源氏物語梗概書』広島中世文芸研究会、1965
- 『枕草子入門』有斐閣新書、1980
- 『枕草子・大鏡』今井源衛共著 尚学図書、1980（鑑賞日本の古典）
- 『源氏物語の内と外』風間書房、1987
- 『中古文学の形成と展開』増田欣共編 和泉書院、1995
- 『論考平安王朝の文学 一条朝の前と後』新典社、1998

## 校注・訳
- 『日本古典文学全集 堤中納言物語』小学館、1972
- 『新潮日本古典集成 落窪物語』新潮社、1977
- 『源氏物語抜書抄』古典文庫、1980
- 『枕草子』学燈社、1982（現代語訳学燈文庫）